# 시닝 차오자바오 국제공항
시닝 차오자바오 국제공항(영어: Xining Caojiabao International Airport, 중국어: 西宁曹家堡国际机场, IATA: XNN, ICAO: ZLXN)은 중화인민공화국 북서부의 칭하이성의 주도 시닝 시의 교외인 하이둥 시에 있는 국제공항이다.

## 역사
시닝 차오자바오 국제공항은 1991년 12월 27일 착공을 시작하였으며 3,800 평방미터 규모로 구성되었으며 2013년 11월, 2차 구성이 완료되었고 2018년 말 3차 구성이 모두 와료될 예정이다. 현재 시닝 공항은 유럽과 서아시아로 향하는 항공노선 중 우루무치 디워푸 국제공항의 착륙이 불가능한 상황 발생시 우루무치 공항의 대체공항으로 비상착륙 장소로 이용되기도 한다.

## 운항 노선[1]
| 항공사       | 목적지 |
| ------------ | --- |
| 중국국제항공 | 베이징(서우두), 청두 |
| 중국동방항공 | 베이징(서우두), 상하이(푸둥), 걸무, 난징, 닝보, 시안, 유슈, 웬저우, 정저우, 청두, 쿤밍 국제선: 타이페이(타오위안), 방콕(수완나품) |
| 중국남방항공 | 베이징(서우두), 광저우, 구이양, 난징, 선전, 시안, 우루무치, 정저우, 청사, 충칭                                                    |
| 하이난 항공  | 선전, 시안 |
| 준야오 항공  | 상하이(푸둥), 시안 |
| 럭키 에어    | 우루무치, 쿤밍 |
| 오케이 항공  | 청사 |
| 산둥 항공    | 시안, 인촨, 지난, 칭다오 |
| 상하이 항공  | 상하이(훙차오) |
| 선전 항공    | 광저우, 난징, 선양, 선전, 시안, 우한                                                                                              |
| 쓰촨 항공    | 라쌰, 몐양, 산야, 시안, 정저우, 청두, 충칭, 쿤밍, 항저우                                                                          |
| 티베트 항공  | 난징, 라싸 |
| 톈진 항공    | 샤먼, 시안, 정저우, 푸저우, 충칭, 항저우                                                                                          |
| 샤먼 항공    | 우한, 샤먼 |

## 같이 보기
- 중화인민공화국의 공항 목록